# Łabno
Łabno (deutsch Schwansberg) ist ein Ort in der polnischen Woiwodschaft Ermland-Masuren. Er gehört zur Landgemeinde Lidzbark Warmińdki (Heilsberg) im Powiat Lidzbarski (Kreis Heilsberg).

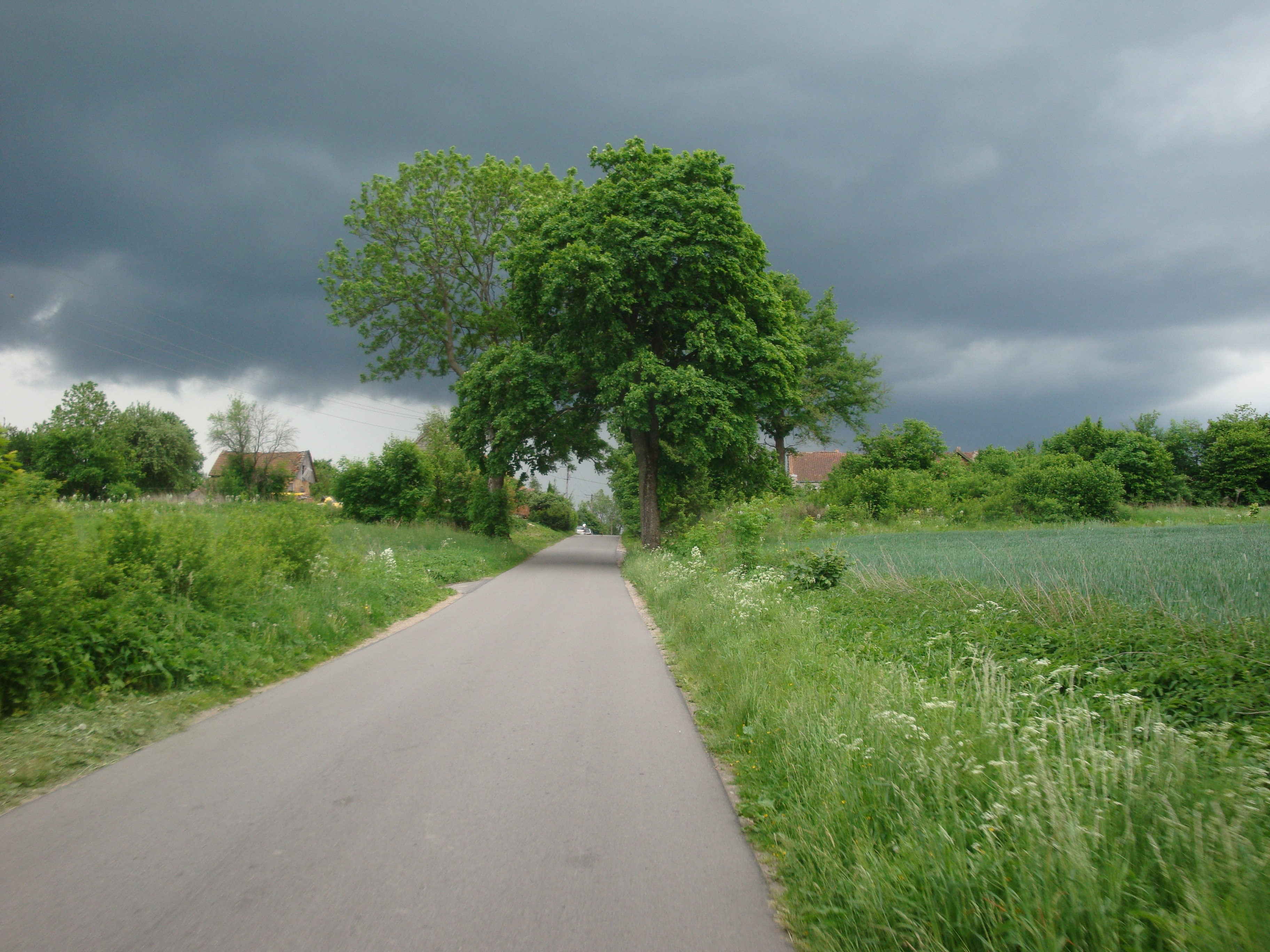
Ortseinfahrt Łabno

## Geographische Lage
Łabno liegt im nördlichen Westen der Woiwodschaft Ermland-Masuren, vier Kilometer südlich der Kreisstadt Lidzbark Warmiński (Heilsberg).

## Geschichte
Der ursprünglich Abbau Kühn, erst ab 6. Februar 1852 Schwansberg genannte kleine Ort bestand aus einem großen Hof. Bis 1945 war er ein Wohnplatz in der Stadtgemeinde Heilsberg im ostpreußischen Kreis Heilsberg innerhalb des Regierungsbezirks Königsberg. Im Jahre 1910 wurden in Schwansberg acht Einwohner gezählt.
Im Zusammenhang der Abtretung des gesamten südlichen Ostpreußen 1945 in Kriegsfolge an Polen erhielt Schwansberg die polnische Namensform „Łabno“. Das Dorf wurde aus der Stadtgemeinde in die Gmina Lidzbark Warmiński (Landgemeinde Heilsberg) umgegliedert und ist somit heute eine Ortschaft eben dieser Gemeinde im Powiat Lidzbarski (Kreis Heilsberg), von 1975 bis 1998 der Woiwodschaft Olsztyn, seither der Woiwodschaft Ermland-Masuren zugehörig.

## Religion
Łabno gehört wie vorher auch Schwansfeld zur römisch-katholischen Pfarrei Lidzbark Warmiński (Heilsberg), jetzt im Erzbistum Ermland gelegen.
Bis 1945 war Schwansfeld auch in der evangelische Kirche Heilsberg in der Kirchenprovinz Ostpreußen der Kirche der Altpreußischen Union eingegliedert. Heute gehört Łabno zur Diözese Masuren der Evangelisch-Augsburgischen Kirche in Polen.

## Verkehr
Łabno liegt an einer als 1533N gekennzeichneten Nebenstraße, die von der Stadt Lidzbark Warmiński über Jarandowo (Süßenberg) und Gajlity (Galitten) bis nach Blanki (Blankensee) führt.
Bis 1992 war Heilsberg resp. Lidzbark Warmiński die nächste Bahnstation.